# بت وومن (شخصیت کمیک)
بت وومن یا زن خفاشی (به انگلیسی: Batwoman) با نام اصلی کاترین ربکا «کیت» کین، یک شخصیت خیالی ابرقهرمان در کتاب‌های کامیک آمریکایی منتشر شده توسط دی‌سی کامیکس است. در تمامِ نسخه‌ها، بت وومن وارثِ ثروت هنگفتی است که (مانند بتمن) آن را در راه مبارزه با جنایت در شهرش گاتهام سیتی خرج می‌کند. شخصیت بت وومن بین دو قهرمان زن مجله‌های جریان اصلی انتشارات دی‌سی تقسیم شده‌است که هر دو کاترین کین نام دارند. در نسخه‌های اولیه او را کتی و در سری جدید کیت خطاب می‌کنند.
بت وومن توسط باب کین، شلدون مولدوف و ادموند هامیلتونِ نویسنده و زیر نظر مستقیم جک اسچیف (سردبیر) خلق شد تا به شخصیت‌های قصه‌های بتمن اضافه شود. اولین حضور بت وومن در کمیک‌استریپ‌های دی‌سی به شمارهٔ ۲۳۳ مجلهٔ کمیک‌های کارآگاهی (۱۹۵۶) برمی‌گردد. در این شماره بت وومن به عنوان زنِ موردعلاقهٔ بتمن معرفی می‌شود تا ادعای همجنس‌گرا بودن بتمن که توسط کتابِ اغوای معصومیت (۱۹۵۴) پیش آمده بود را رد کنند.
وقتی ژولیوس شوراتز در سال ۱۹۶۴ سردبیر کمیک‌های مربوط به بتمن شد، شخصیت‌های کم‌تاثیر آن شامل بت وومن، بت‌گرل، بت‌مایت و بت‌هوند را از داستان‌های بتمن کنار گذاشت. بعدها در ۱۹۸۵ و در کمیک «بحران در زمین‌های بی‌پایان» گفته شد که بت وومن هرگز وجود نداشته‌است. هرچند که شخصیت دیگرش، کتی کین، به‌طور مداوم و گاهی مورد اشاره قرار می‌گرفت. پس از وقفه‌ای طولانی، بت وومن دوباره در سال ۲۰۰۶ و در هفتهٔ هفتم انتشار مجلهٔ کمیک‌استریپ ۵۲ به خوانندگان معرفی شد. این‌بار با اسم کیت کین، بت وومن مدرن در غیابِ بتمن به انجام مأموریت در گاتهام سیتی می‌پردازد. شورای سردبیری دی‌سی این‌بار این‌بار تصمیم گرفت برای ارتباط بیشتر با مخاطبان دنیای مدرن و همین‌طور تنوع شخصیت‌هایش، بت وومن را یک یهودی همجنس‌گرا معرفی کند. چنین انتخابی، توجه رسانه‌های گروهی را به بازگشت این شخصیت جلب کرد همان‌طور که نظرات مثبت و منفی خوانندگان را در پی داشت.

## در جهان‌های دیگر

### قبل از بحران در جهان‌های بینهایت
تداوم اصلی پیش از بحران، کتی کین، وارث ثروتمند شهر گاتهام و مجری سابق سیرک، تصمیم می‌گیرد با استفاده از مهارت‌ها و منابع خود به یک لباس مجرمان جرم تبدیل شود. این بخشی از نوع دوستی و بخشی برای جلب توجه عاشقانه بتمن است. در دوران نقره ای طنز، بتومن گاه گاهی در داستان‌های بتمن که از سال ۱۹۵۶ تا ۱۹۶۴ منتشر می‌شد، به عنوان مهمان بازی می‌کرد. در حالی که بتمن آرزو می‌کرد تا کین به خاطر خطر از جنگ جنایی بازنشسته شود، او یار او بود، حتی وقتی که به‌طور موقت نسخه جدیدی از زن گربه ای شد. . در سال ۱۹۶۱، خواهرزاده اش بتی کین، ملقب به بتگرل، به او پیوست. کتی و بتی به ترتیب عاشقانه به بتمن و رابین علاقه داشتند. به نظر می‌رسید که رابین عشق بت-گرل را برمی‌گرداند، در حالی که بتمن همچنان دور بود. در سال ۱۹۶۴، دی سی بتوومن و ایس، بتگرل، کتوومن و را از عناوین بتمن حذف کرد، که تحت ویرایشگر جولیوس شوارتز تحت یک نسخه جدید قرار می‌گرفتند و بسیاری از عناصر علمی-تخیلی را از بین بردند. در دهه ۱۹۵۰ معرفی شد. با این حال، بتومن همچنان به حضور در داستان‌های منتشر شده در طی چند سال آینده در کتاب تیم برتر بتمن - سوپرمن عالی ترین‌ها ادامه داد. این شخصیت بعداً در اواخر دهه ۱۹۷۰ دوباره ظاهر می‌شود، در مجموعه کتابهای مصور خانواده بتمن و مبارزان آزادی با حضور در مهمان ظاهر شد، و اغلب در کنار باربارا گوردون، که به عنوان بتگرل جدید تبدیل شده بود، با جنایت مبارزه می‌کرد. در داستانی که باتومن را به عنوان یک جنایتکار بازنشسته به تصویر می‌کشد، او صاحب سیرکی می‌شود که آن را تا زمان کشته شدن توسط اتحادیه قاتلان و ببر برنز شستشوی مغزی حفظ می‌کند.

## داستان
کاترین بعد اینکه خواهر و مادرش توسط تروریست‌ها کشته می‌شود و پدرش هم دستگیر می‌شود، به ارتش می‌پیوندد تا بتواند پدرش را نجات بدهد و انتقام بگیرد و او به تنهایی در گاتهام سیتی به مبارزه با جرم و جنایت می‌پردازد که بتمن او رو زیر نظر دارد و به او تمرینات بیشتری می‌دهد تا آمادگی پیدا کند تا لباس بت وومن رو بپوشد و به بت‌فمیلی بپیوندد سپس او ماجراهای خود را به عنوان بت وومن شروع می‌کند و کمیک‌های خودش را دارد.
طی اولین حضورهای بت وومن، اون و بتمن رابطه عاشقانه داشتند اما به وضوح نمایش داده نمی‌شد.